# Барический закон ветра
Барический закон ветра — эмпирическое правило, устанавливающее связь между направлением ветра и направлением горизонтального градиента атмосферного давления, выражающаяся в том, что вектор скорости ветра отклоняется от направления вектора барического градиента в Северном полушарии вправо, а в Южном — влево, причём угол отклонения  в свободной атмосфере близок к прямому и меньше прямого у поверхности Земли. Если смотреть в направлении ветра у поверхности Земли (в Северном полушарии), то наиболее низкое давление атмосферы будет слева и несколько впереди. 

## История
Этот закон был сформулирован в 1790 году Г. В. Брандесом. В 1857 году он был переоткрыт Бёис-Баллотом (Бейс-Балло) и потому известен как «правило (закон) Бейс-Балло» Он сформулировал это правило так:
Поверните спину к ветру и <в Северном полушарии> низкое давление будет от Вас слева, а высокое — справа.— Бёйс-Баллот
Благодаря Бёйс-Баллоту это правило стало применяться в морской навигации. Однако первенство в его открытии оспаривалось, поскольку в 1857—1860 году оно было опубликовано также и Феррелем. По этой причине, барический закон ветра упоминается и как «правило Ферреля».

## Природа явления
Барический закон ветра, обнаруженный из наблюдений, является следствием приблизительного равновесия горизонтальных компонент силы барического градиента и силы Кориолиса, наблюдаемого в свободной атмосфере вне экваториальной зоны, и известного как «геострофический баланс». Уменьшение угла между векторами скорости ветра и барического градиента при приближении к поверхности земли связано с поворотом ветра под действием силы трения в пограничном слое атмосферы.